# Seznam vládnoucích správců Gondoru
Toto je seznam vládnoucích správců Gondoru v Tolkienově světě Středozemi
Vládnoucí správci Gondoru po selhání Anárionovy linie:
1. Mardil Voronwë
2. Eradan
3. Herion
4. Belogorn
5. Húrin I.
6. Túrin I.
7. Hador
8. Barahir
9. Dior
10. Denethor I.
11. Boromir
12. Cirion
13. Hallas
14. Húrin II
15. Belecthor
16. Orodreth
17. Ecthelion I.
18. Egalmoth
19. Beren
20. Beregond
21. Belecthor II
22. Thorondir
23. Túrin II
24. Turgon
25. Ecthelion II
26. Denethor II.

Vláda správců v Gondoru skončila, když Elessar obnovil království.

## Seznamy
- Seznam králů Númenoru
- Seznam králů Gondoru
- Seznam králů Arnoru
- Seznam náčelníků Dúnadanů
- Seznam králů Rohanu